# Hochschullehrerprivileg
Das Hochschullehrerprivileg ist ein Begriff aus dem deutschen Recht der Arbeitnehmererfindung und betraf bis zum 6. Februar 2002 gemachte Erfindungen der an einer Hochschule Beschäftigten.

## Deutschland

### Rechtslage bis zum 6. Februar 2002
Im Gesetz über Arbeitnehmererfindungen vom 25. Juli 1957 war das Hochschullehrerprivileg in § 42 Abs. 1 ArbNErfG verankert. Danach waren Erfindungen von Professoren, Dozenten und wissenschaftlichen Assistenten bei den wissenschaftlichen Hochschulen, die von ihnen in dieser Eigenschaft gemacht wurden, freie Erfindungen. Die Erfindungen unterlagen noch nicht einmal den Einschränkungen von sonstigen freien Erfindungen wie der Anzeige- und Anbietungspflicht gegenüber dem Arbeitgeber. Das Hochschullehrerprivileg gewährte vielmehr im Rahmen der verfassungsrechtlich garantierten Lehr- und Forschungsfreiheit aus Art. 5 Abs. 3 GG die freie Verfügungs- und Verwertungsbefugnis über die Erfindung.
Dem Dienstherren mitzuteilen waren die Verwertung der Erfindung und die Höhe des erzielten Entgelts gem. § 42 Abs. 2 ArbNErfG nur dann, wenn der Dienstherr besondere Mittel für Forschungsarbeiten aufgewendet hatte, die zu der Erfindung geführt hatten. Der Dienstherr konnte eine angemessene Beteiligung am Ertrag der Erfindung beanspruchen.

### Rechtslage seit dem 7. Februar 2002
Statistische Erhebungen hatten gezeigt, dass lediglich 4 % der Patentanmeldungen in der Bundesrepublik auf durch das Hochschullehrerprivileg begünstigte Beschäftigte zurückgehen, demgegenüber stammen ca. 80 % der deutschen Patentanmeldungen von Unternehmen. Ein Grund dafür wurde unter anderem darin gesehen, dass Wissenschaftler ihre Ergebnisse vorzugsweise zuerst in der Fachpresse veröffentlichen. Dadurch ist eine spätere Patentanmeldung wegen der fehlenden Neuheitsschonfrist nicht mehr möglich, weil die Erfindung durch die Veröffentlichung bereits vor einer eventuellen Patentanmeldung bekannt war.
Da mithin keine Anzeichen dafür ersichtlich waren, dass die wissenschaftlichen Leistungen und die Leistungsfähigkeit deutscher Hochschulforschung in Verbindung mit dem Hochschullehrerprivileg stünden, die grundrechtlich garantierte Freiheit von Forschung und Lehre es nicht erfordert, den
Forschern an Hochschulen die unbeschränkte Rechtsinhaberschaft an ihren dienstlich gemachten Forschungsergebnissen einzuräumen und es in einem veränderten forschungs- und wirtschaftspolitischen Umfeld  gem. § 2 Abs. 7 Hochschulrahmengesetz zu den Aufgaben der Hochschulen gehört, den Wissens- und Technologietransfer zu fördern, wurde den Hochschulen die Möglichkeit eröffnet, alle wirtschaftlich nutzbaren Erfindungen in ihrem Bereich schützen zu lassen und auf dieser Basis stärker und effektiver als bisher einer industriellen Verwertung zuzuführen.
Mit dem Gesetz zur Änderung des Gesetzes über Arbeitnehmererfindungen vom 18. Januar 2002, welches am 7. Februar 2002 in Kraft trat, wurde das Hochschullehrerprivileg deshalb abgeschafft. Die Hochschulen erhielten die Möglichkeit, Erfindungen zur Verwertung an sich zu ziehen, dadurch die Menge der den Hochschulen zur Verfügung stehenden Erfindungen wesentlich zu erhöhen und gewinnbringend zu vermarkten. Die Hochschulbeschäftigten sind seither im Wesentlichen den gleichen Regelungen wie alle anderen Arbeitnehmer unterworfen. Die Inanspruchnahme einer Erfindung und die Gewinnbeteiligung des Erfinders werden zwischen der Hochschule und dem Beschäftigten meist vertraglich geregelt.
Gewisse Besonderheiten regelt § 42 ArbNErfG aber nach wie vor. Zu nennen ist die so genannte „negative Publikationsfreiheit“, das heißt, dass ein Hochschulbeschäftigter eine Erfindung gegenüber seinem Dienstherrn geheim halten darf, wenn er keine Veröffentlichung wünscht, während für Arbeitnehmererfindungen im Allgemeinen eine Anzeigepflicht gegenüber dem Arbeitgeber besteht. Auch ist festgelegt, dass die Arbeitnehmer an Hochschulen bei Verwertung durch die Hochschule mit 30 % an den durch die Verwertung erzielten Einnahmen beteiligt werden.

## Österreich
Das Aufgriffsrecht von Patenterfindungen der Universitätsangehörigen im Bundesdienst liegt gemäß § 7 Abs. 2 Patentgesetz 1970 beim Bund. Das Aufgriffsrecht an Diensterfindungen liegt gem. § 106 Universitätsgesetz 2002 bei der Universität.

## Schweiz
In der Regel finden die im Privatrecht entwickelten Grundsätze oder direkt das Obligationenrecht Anwendung. Art. 332 OR regelt die Rechte an Erfindungen und Designs zwischen Arbeitgeber und Arbeitnehmer. Allein für die Professoren an Hochschulen können Regelungen dahingehend bestehen, dass diesen die Rechte am geistigen Eigentum originär zustehen. Das Gesetz über die Eidgenössischen Technischen Hochschulen sieht jedoch zum Beispiel vor, dass das von Professoren geschaffene geistige Eigentum mit Ausnahme der Urheberrechte analog der Regelung für Arbeitnehmererfindungen originär von der Hochschule erworben wird (Art. 36 Abs. 1 ETH-Gesetz). Ergänzend gilt die Verordnung des ETH-Rates über die Immaterialgüter im ETH-Bereich.

## Vereinigte Staaten
Mit dem Bayh–Dole Act erhielten die Universitäten 1980 das Recht, Erfindungen ihrer Mitarbeiter zu beanspruchen und zu verwerten. Angestellte sind zur sofortigen Meldung von Erfindungen an ihre Hochschule verpflichtet. Akademische Würden werden seitdem nicht mehr nur an der Anzahl von Publikationen gemessen, sondern auch am wirtschaftlichen Erfolg der Forschung. Das hat zu einer Beschränkung der Forschungstätigkeit auf transfertaugliche Entwicklungen geführt, die die Grundlagenforschung vernachlässigt. Die gesamten Erlöse aller US-amerikanischen Hochschulen aus dem Wissenschaftstransfers und aus der Patentierung von Entwicklungen beliefen sich im akademischen Jahr 1999/2000 auf insgesamt $ 31,1 Milliarden.